# Emilia Müller

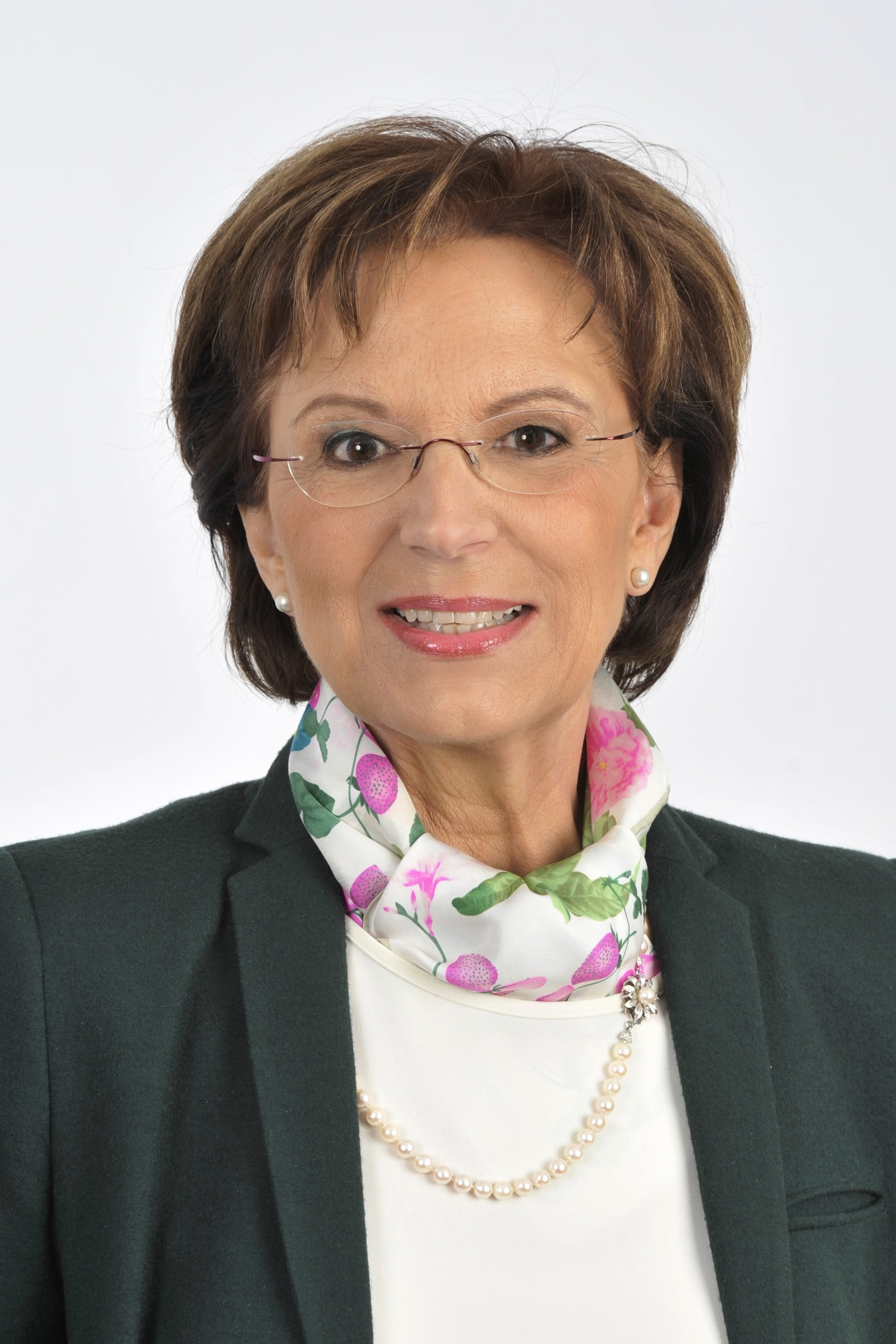
Emilia Müller (2016)

Emilia Franziska Müller (* 28. September 1951 in Schwandorf) ist eine deutsche Politikerin (CSU).
Sie war von November 2005 bis Oktober 2007 und von Oktober 2008 bis Oktober 2013 Staatsministerin für Bundes- und Europaangelegenheiten in der Bayerischen Staatskanzlei. Von Oktober 2007 bis Oktober 2008 war Müller Staatsministerin für Wirtschaft, Infrastruktur, Verkehr und Technologie. Von Oktober 2013 bis März 2018 amtierte sie als Sozialministerin im Kabinett Seehofer II.

## Beruf
Nach ihrem Abschluss als staatlich geprüfte Chemotechnikerin an der Chemieschule Dr. Erwin Elhardt in München arbeitete sie seit 1972 für das damalige Max-Planck-Institut für Zellchemie in München (später Max-Planck-Institut für Biochemie) und seit 1973 am Institut für Biochemie der Universität Regensburg. 1984 war Müller als Betriebshelferin und Referentin an der Elternschule in Regensburg tätig und wechselte 1988 ans Institut für Biochemie, Mikrobiologie und Genetik und 1997 ans Institut für Physiologie der Universität Regensburg.

## Kommunal- und Europapolitik
Vor ihrer landespolitischen Karriere war Müller auf kommunaler Ebene aktiv: Von 1990 bis 2003 war sie Mitglied des Marktgemeinderates in Bruck in der Oberpfalz, seit 1996 ist sie Kreisrätin im Landkreis Schwandorf.
Von 1999 bis 2003 war sie Mitglied des Europäischen Parlaments und dort in den Ausschüssen für Umweltfragen, Volksgesundheit und Verbraucherpolitik und für Frauenrechte und Chancengleichheit. Darüber hinaus war sie stellv. Vorsitzende im gemischten parlamentarischen Ausschuss EU-Slowakei, stellv. Mitglied im Ausschuss für Landwirtschaft und ländliche Entwicklung und Mitglied der Arbeitsgruppe Bioethik. Seit 2010 gehört sie dem Ausschuss der Regionen der Europäischen Union an. Seit Oktober 2013 war sie Mitglied des Bayerischen Landtags. Bei der Landtagswahl am 14. Oktober 2018 kandidierte sie nicht mehr.

## Staatspolitik

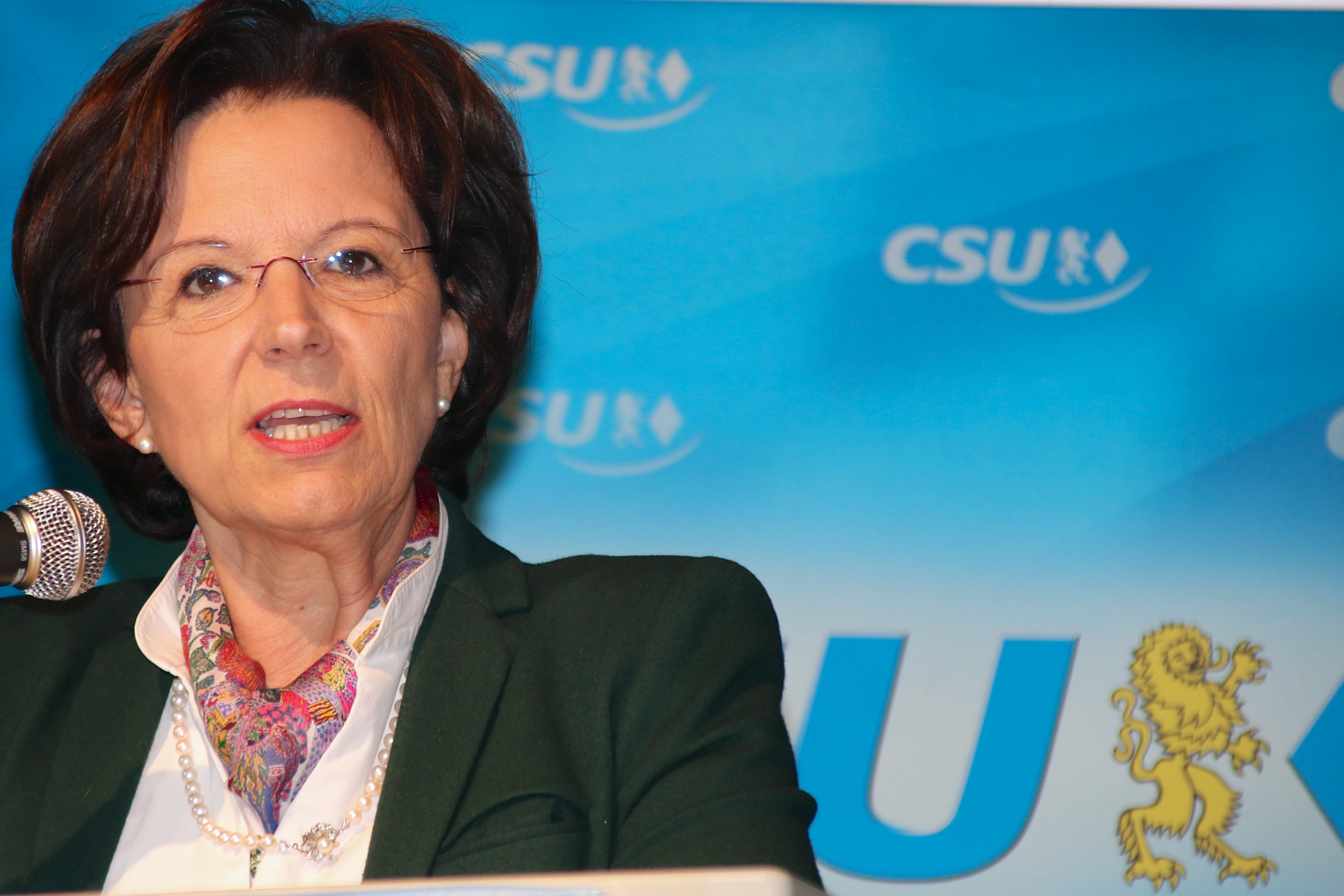
Emilia Müller (2015)

Am 14. Oktober 2003 wurde Müller Staatssekretärin im Bayerischen Staatsministerium für Umwelt, Gesundheit und Verbraucherschutz, ehe sie am 29. November 2005 Eberhard Sinner als Europaminister ablöste. Am 16. Oktober 2007 wurde sie als bayerische Wirtschaftsministerin vereidigt. 2005 bis 2009 war sie Landesvorsitzende der Frauen-Union und bis 2007 sowie von 2008 bis 2013 Bevollmächtigte Bayerns beim Bund. Seit 2008 ist sie Vorsitzende des CSU-Bezirksverbandes Oberpfalz. Müller saß von Oktober 2007 bis Oktober 2008 auch im Verwaltungsrat der bayerischen Landesbank BayernLB.
Bei den Landtagswahlen 2008 konnte sie trotz des ersten Platzes auf der Liste des Bezirks Oberpfalz aufgrund der hohen Stimmverluste der CSU nicht in den Landtag einziehen. Sie wurde dennoch unter Ministerpräsident Horst Seehofer Staatsministerin für Bundes- und Europaangelegenheiten in der Bayerischen Staatskanzlei. Im Kabinett Seehofer II wurde sie im Oktober 2013 zur neuen Sozialministerin ernannt.
In dieser Funktion besuchte sie am 1. September 2015 nahe Ingolstadt das neu eröffnete Abschiebezentrum und sagte in einem von Fernsehkameras übertragenen Gespräch zu einem Asylsuchenden aus dem Kosovo: „Sie sind gut untergebracht? Gut. Sie wissen aber, dass Sie zurück müssen?“ Dies wurde in der Süddeutschen Zeitung als „völlige Empathielosigkeit gegenüber flüchtenden Menschen“ kritisiert.

## Privatleben
Emilia Müller ist verheiratet und hat zwei erwachsene Söhne. Sie lebt in Bruck in der Oberpfalz.

## Engagement
Müller ist Mitglied des Kuratoriums der Stiftung Lesen. Sie ist Botschafterin des Schulprojekts WerteRaum.

## Auszeichnungen
- 2007: Bayerischer Verdienstorden
- 2009: Großoffizier des portugiesischen Verdienstordens
- 2011: Bayerische Staatsmedaille für Verdienste um die Umwelt
- 2012: Komtur des Sterns von Rumänien
- 2013: Großer Tiroler Adler-Orden
- 2013: Ehrensenatorin der Ostbayerischen Technischen Hochschule Amberg-Weiden
- 2016: Bayerische Verfassungsmedaille in Silber